# Robursport Volley Pesaro
Il Robursport Volley Pesaro è stata una società pallavolistica femminile italiana con sede a Pesaro.

## Storia

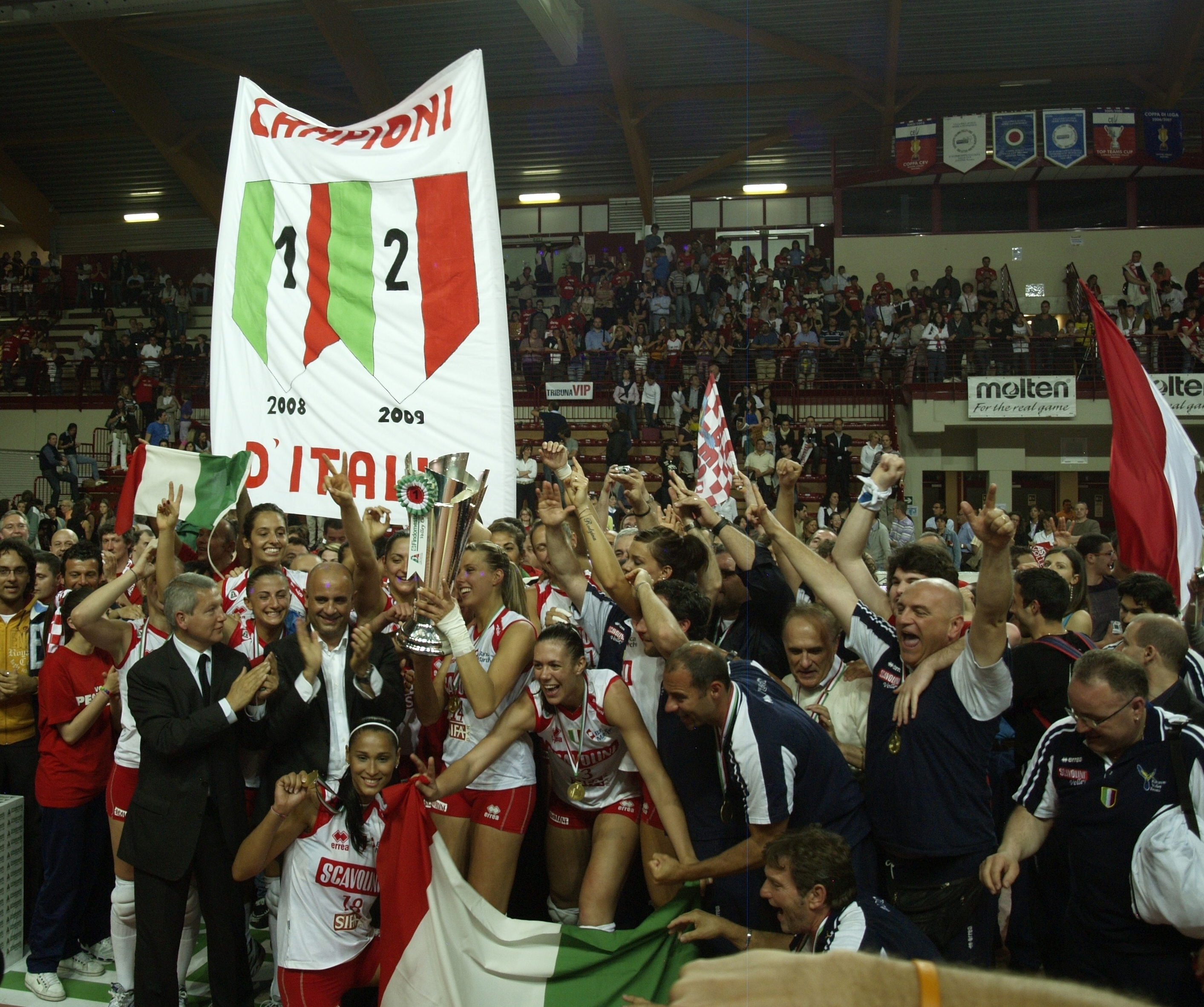
La vittoria dello scudetto 2008-09

Il Robursport Volley Pesaro è stata fondata nel 1967 e nei primi anni di vita ha disputato esclusivamente campionati a carattere regionale: nel 1982 ottiene la promozione in Serie B, ma al termine della stagione retrocede nuovamente, continuando a giocare campionati a livello locale per oltre quindici anni.
Nel 1998 la società acquista i diritti sportivi della Pallavolo Viserba, ottenendo il diritto di partecipazione al campionato di Serie B1 per la stagione 1998-99: al termine della stagione 1999-00 la squadra ottiene una nuova promozione, questa volta in Serie A2, disputando per la prima volta un campionato professionistico nell'annata 2000-01; l'esperienza nella serie cadetta dura tre stagioni, fin a quando, nel campionato 2002-03, vince la finale play-off promozione contro il Volley Millennium Mazzano, ottenendo la promozione in Serie A1; nello stesso anno vince anche la Coppa Italia di Serie A2.
Il primo campionato nella massima divisione si conclude con l'ultimo posto in classifica e la conseguente retrocessione, ma grazie all'acquisto del titolo sportivo dell'Olimpia Teodora di Ravenna, la società si garantisce la permanenza in Serie A1; nella stagione 2004-05 ottiene in quarto posto in classifica, che le permette di partecipare per la prima volta ad una competizione europea, ossia la Coppa CEV 2005-06, torneo che poi vince battendo in finale il Chieri Volley Club.
A partire dalla stagione 2007-08 la Robursport Volley Pesaro vive un periodo ricco di successi, caratterizzato dalla vittoria di tre scudetti consecutivi, della Coppa Italia 2008-09 e di diverse Supercoppe italiane: arriva inoltre un'altra affermazione a livello europeo con la vittoria della Coppa CEV 2007-08.
Nella stagione 2012-13 lo storico sponsor della Scavolini abbandona la squadra, con un conseguente ridimensionamento del budget sia per gli stipendi che per la campagna acquisti: al termine del campionato la società cessa ogni tipo di attività, fondendosi con lo Snoopy Pallavolo Pesaro, dando vita ad un nuovo club chiamato Volley Pesaro.

## Palmarès
- Campionato italiano: 3

2007-08, 2008-09, 2009-10
- Coppa Italia: 1

2008-09
- Supercoppa italiana: 4

2006, 2008, 2009, 2010
- Coppa Italia di Serie A2: 1

2002-03
- Coppa CEV: 1

2007-08
- Coppa CEV: 1

2005-06